# 紹洛伊·亞當
绍洛伊·亚当·喬鮑（匈牙利語：Szalai Ádám Csaba；1987年12月9日—）是一位前匈牙利足球運動員，在場上的位置是前鋒。最後效力瑞士超球隊巴素利。他曾代表匈牙利國家足球隊參賽，現時擔任國家隊助教。

## 外部連結
- Soccerway資料庫：紹洛伊·亞當